# Pisicile străzii din Istanbul

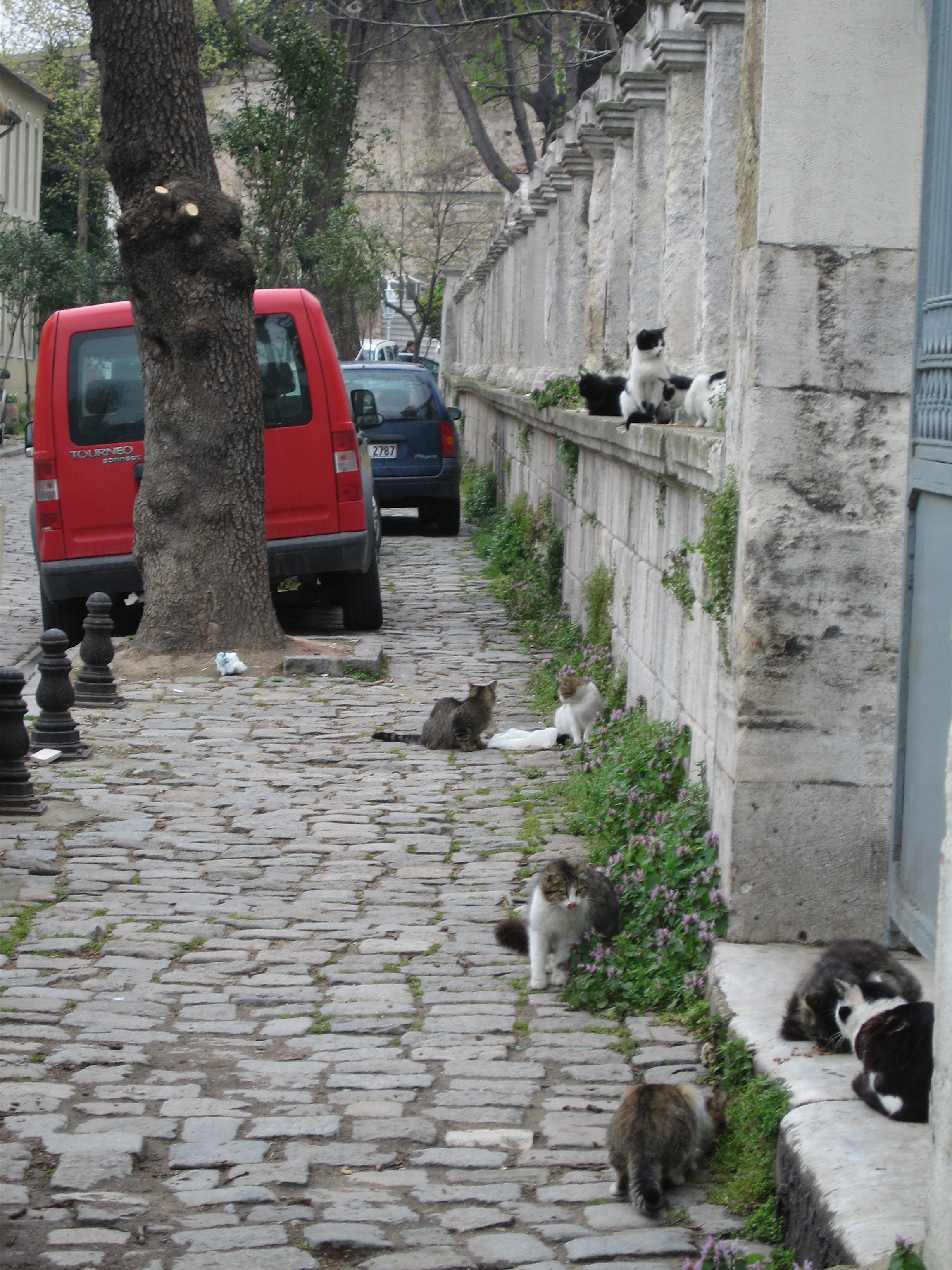
Pisici pe un trotuar din Istanbul în 2006

Capitala Turciei, Istanbul, găzduiește o populație considerabilă de pisici ale străzii⁠(d) (în turcă sokak kedisi), estimările privind numărul lor variind de la o sută de mii până la peste un milion de indivizi. Pentru citadini, pisicile nu sunt văzute ca animale maidaneze⁠(d) sau abandonate⁠(d), ci ca animale de companie aflate în grija comunității, iar la nivel național funcționează o politică de interzicere totală a uciderii și a capturării lor.

## Istorie
Potrivit „Cats of Istanbul”, prevalența pisicilor în oraș este un fenomen întâlnit din epoca otomană. Majoritatea caselor din Istanbul erau construite din lemn, ceea ce constituia un mediu propice proliferării populațiilor de șoareci și șobolani. Prezența pisicilor a devenit astfel o necesitate în oraș. Unele surse atribuie atitudinea pozitivă a turcilor față de pisici învățăturilor islamului, religia cea mai răspândită în țară⁠(d).

## Sănătate

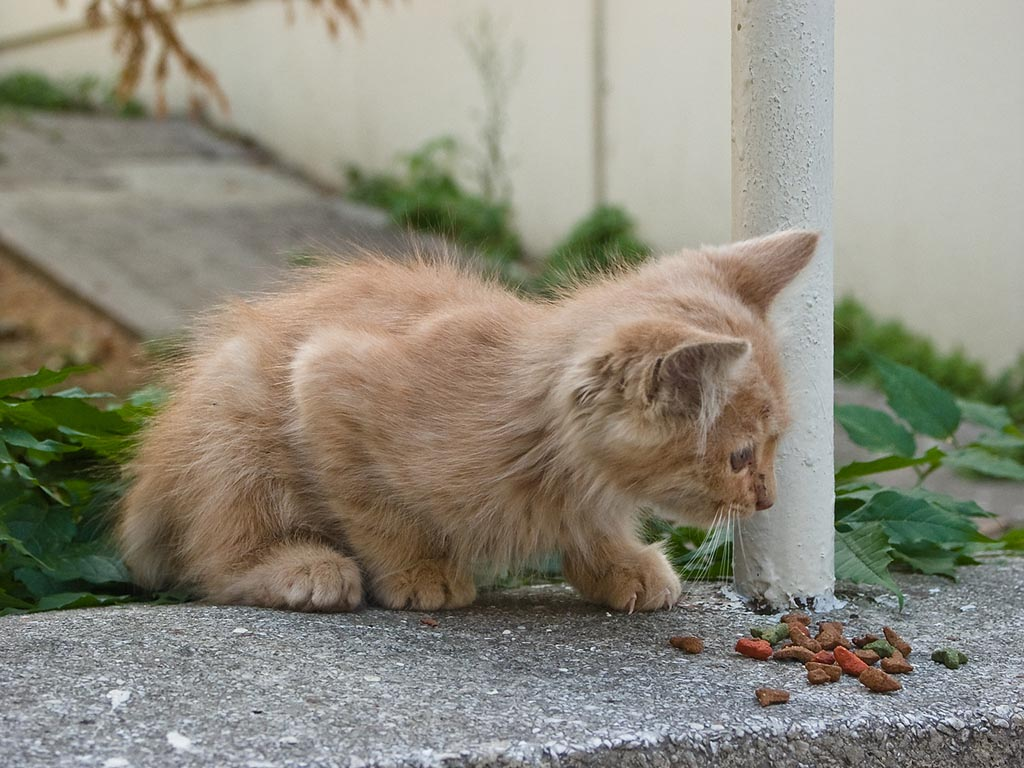
Un pisoi fiind hrănit în

În cadrul unui studiu din 2011 au fost examinate infecțiile cu tenie la animalele fără stăpân din Istanbul și s-a constatat că 4,65% dintre pisicile examinate erau infectate cu Joyeuxiella pasqualei⁠(d). Virusul imunodeficienței feline⁠(d) și virusul leucemiei feline⁠(d) s-au dovedit a fi maladii comune în rândul pisicilor străzii. Deși aceste animale pot fi purtătoare de rabie, din toate cele 21 de cazuri de rabie din Turcia documentate între 2000 și 2014, niciunul nu a fost provocat de contactul între pisici și oameni.
Hrănirea pisicilor de către localnici a fost criticată de mai mulți medici veterinari. O lucrare din 2015 publicată de cadre universitare de la Universitatea Rutgers a afirmat că hrănirea colectivă atrage animalele într-o zonă specifică, ceea ce facilitează transmiterea anumitor boli. O altă îngrijorare este că pisicile sănătoase, intrând în contact cu obiecte comune, precum recipientele pentru hrană și apă, pot fi contaminate de animale bolnave.

## Cadrul legal

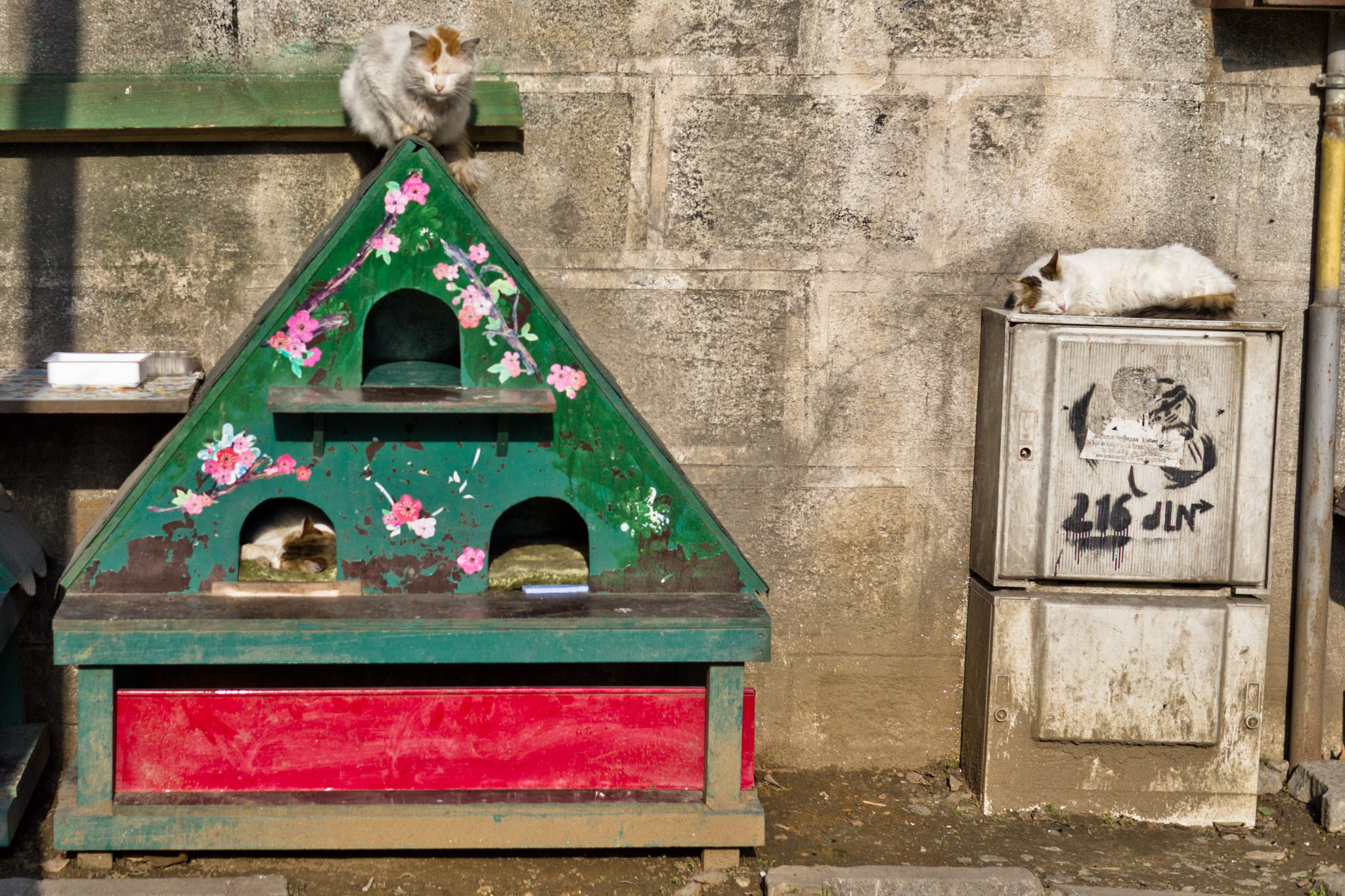
Pisici de stradă dormind în

Înainte de 2021, potrivit legii animalele, cu sau fără stăpân, erau definite ca „mărfuri”, nu „ființe vii”. Această clasificare a fost criticată de activiștii pentru drepturile animalelor, deoarece prevedea pedepse – în opinia lor – prea blânde împotriva cruzimii față de animale⁠(d). Conform unui amendament aprobat în 2021, animalelor de companie și animalelor fără stăpân li s-a acordat statutul de „ființă vie” și s-au instituit pedepse de la șase luni până la patru ani de închisoare pentru infracțiuni împotriva lor. Legea prevede, de asemenea, sterilizarea tuturor animalelor fără stăpân din Turcia.
În 2019, un cetățean japonez a fost deportat din Turcia după ce a recunoscut că a ucis și mâncat⁠(d) 5 pisici fără stăpân în Küçükçekmece⁠(d), fapt care a stârnit indignare în ambele țări.

## Viața pisicilor în Istanbul
Citadinii împart străzile orașului cu aproximativ 125.000 de pisici, alte aproximativ 75.000 fiind animale de companie (cu stăpân). Pisicile se bucură de o viață confortabilă în acest oraș.
Este un fenomen obișnuit ca fiecare stradă să aibă pisici pe care riveranii le cunosc și cu care interacționează cu regularitate. Pentru ele sunt amenajate locuri de adăpost și hrană.
Autoritățile locale din Istanbul au instalat automate de hrană pentru pisici și câini în mai multe locuri din oraș. Trecătorii sunt îndemnați să insereze monede în aceste aparate, având grijă astfel de animalele străzii.

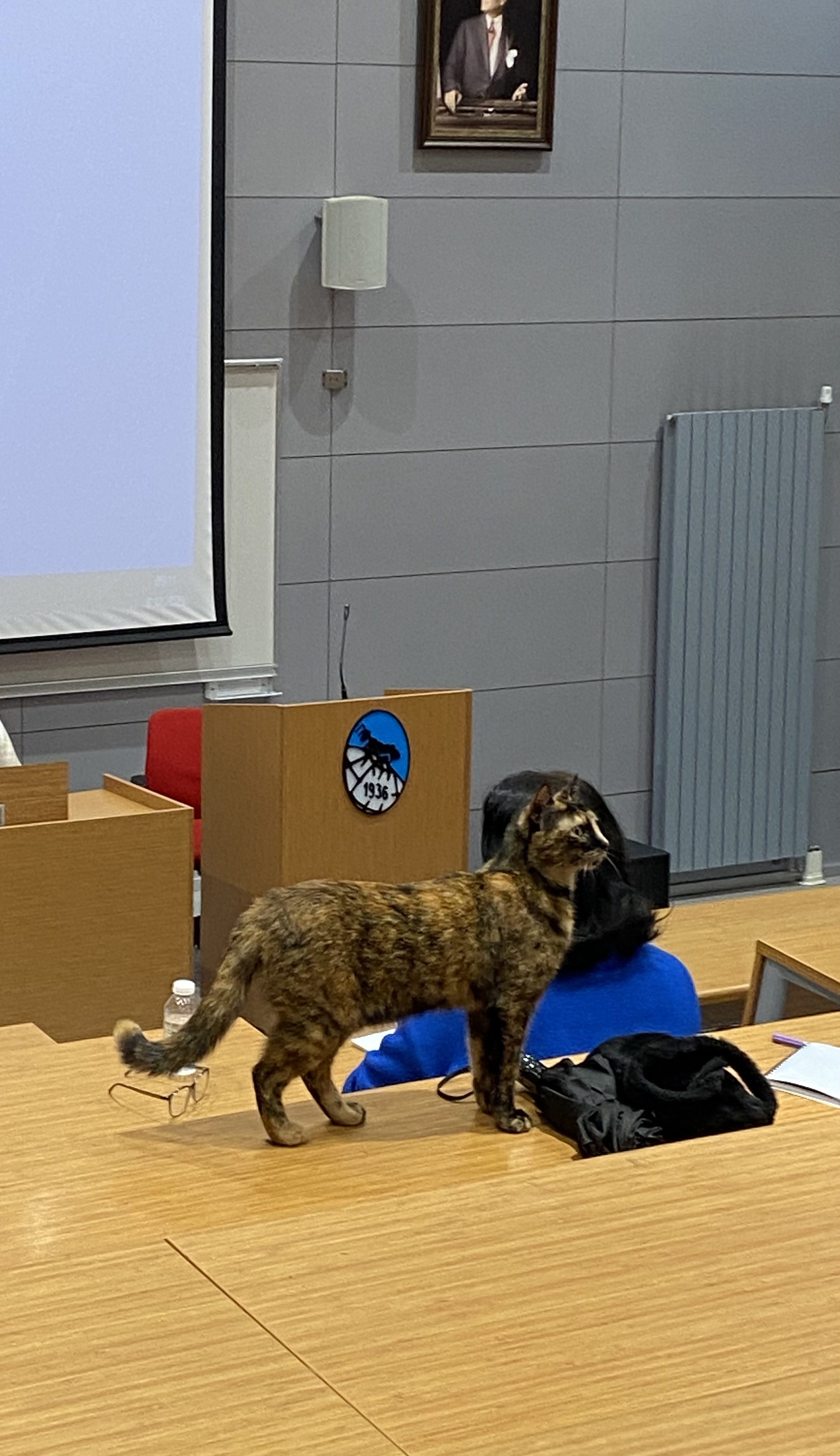
O pisică fără stăpân din Istanbul, prezentă la ore într-o aulă a Facultății de Economie a Universității din Istanbul

Pisicile fără stăpân pot fi văzute în multe locuri din Istanbul, unele neobișnuite: în sălile de studii, pe feribot, în transportul public, fără a fi alungate sau intimidate.

## Rolul în cultură și mass-media
Pisicile străzii din Istanbul au fost reprezentate în diverse mass-media. Rețelele de socializare sunt remarcate în mod special ca un mediu care le oferă popularitate.
Filmul documentar turc Pisici din 2016, înalt apreciat de critici, are ca subiect mai multe pisici fără stăpân care viețuiesc în oraș. Etsuko Shundo⁠(jp)[traduceți] a scris în 2015 o carte pentru copii intitulată În căutarea unei pisici în Istanbul (în japoneză イスタンブルで猫さがし), despre eforturile de căutare a unui pisoi al străzii de către elevii Școlii Japoneze din Istanbul⁠(d).
Tombili⁠(d) a fost o pisică care a devenit cunoscută la nivel internațional datorită unei fotografii care o arăta întinsă pe trotuar; după ce a pierit a fost inaugurată o statuie în memoria sa. Gli⁠(d) a fost o altă pisică celebră din Istanbul; ea s-a născut și a crescut în Hagia Sofia, devenind ea însăși o atracție turistică.

## Galerie

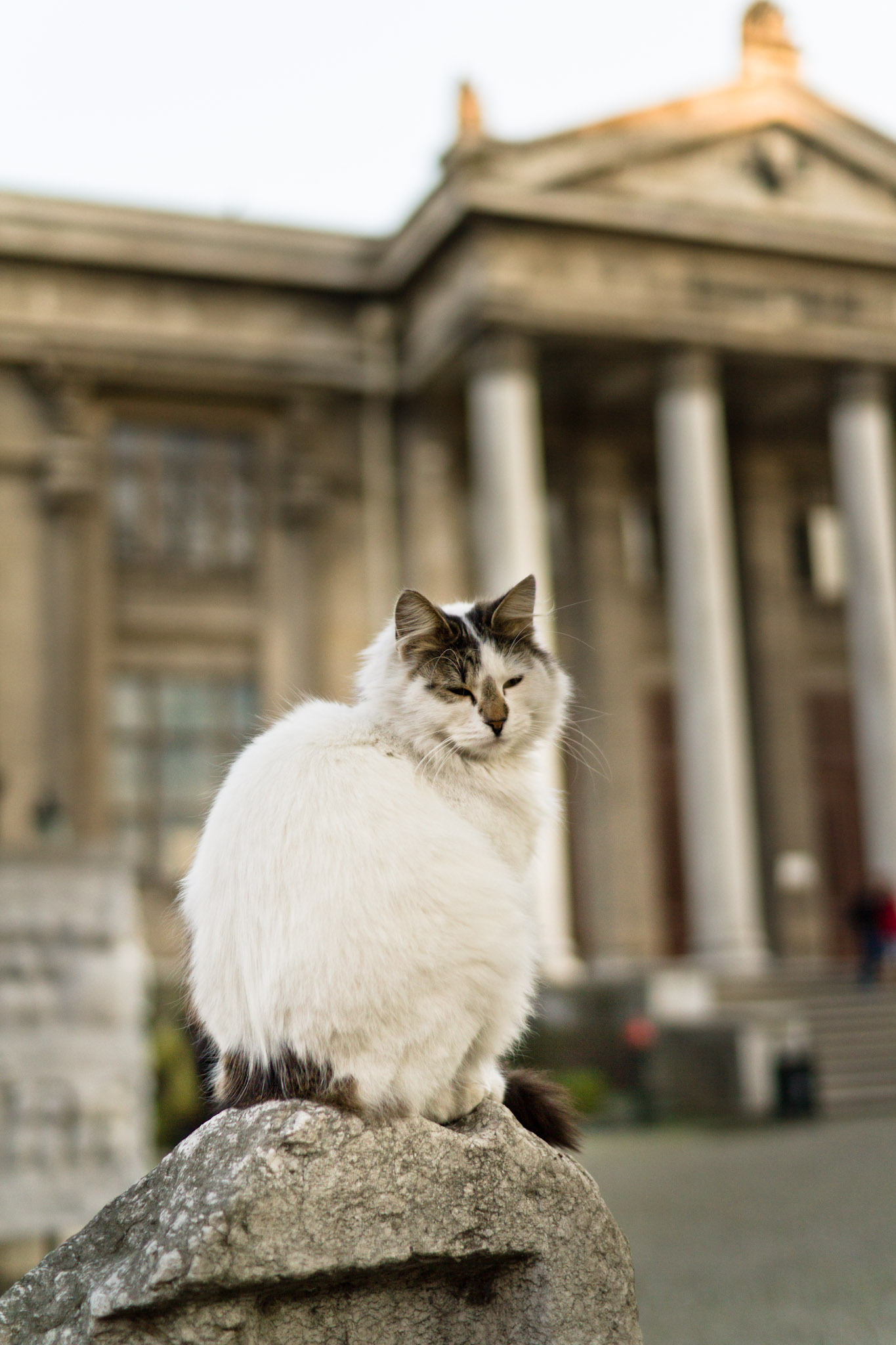
O pisică lângă Muzeul de Arheologie din Istanbul⁠(d)
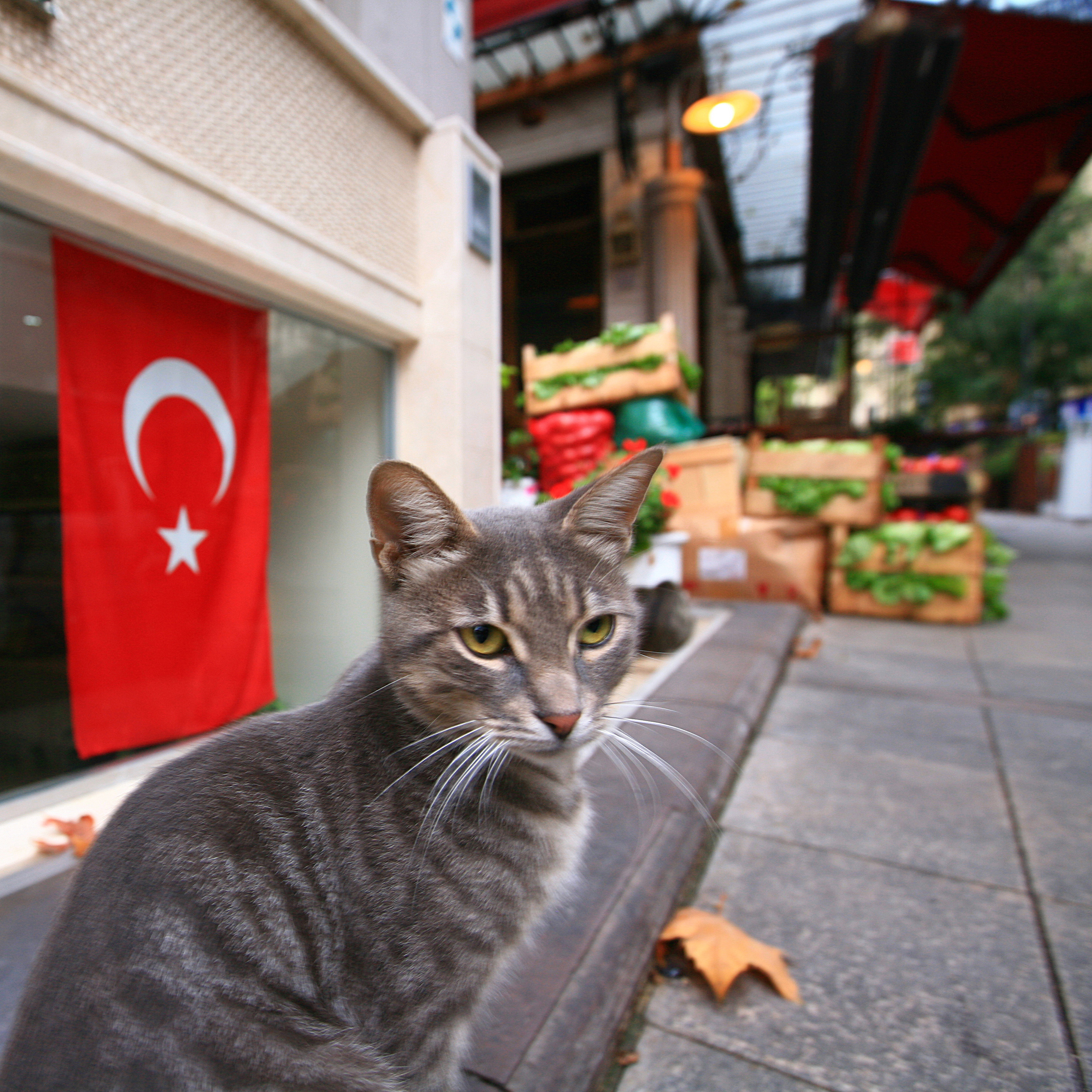
O pisică în Fatih, cu drapelul Turciei în fundal.
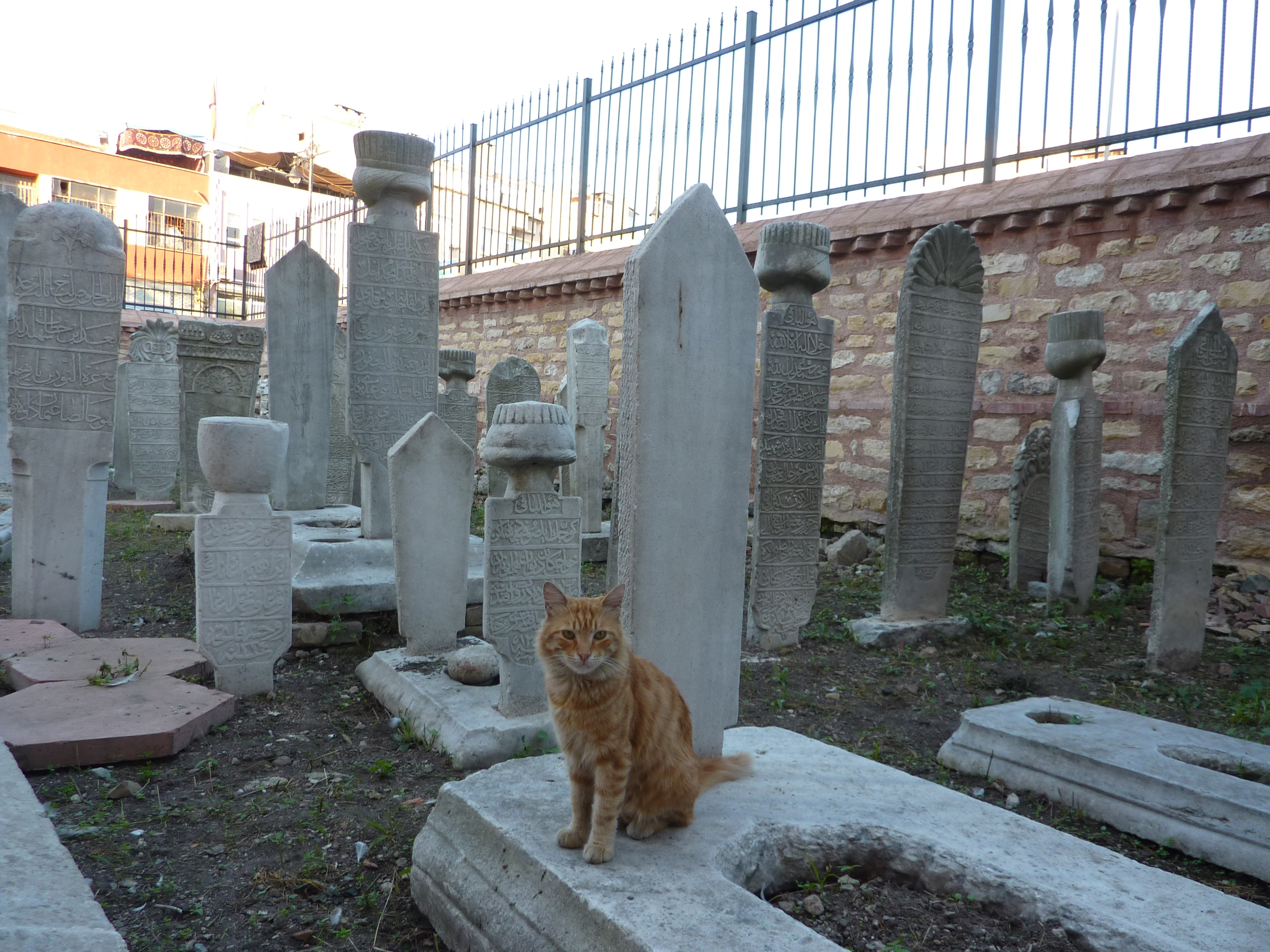
O pisică în cimitirul de lângă Mica Hagia Sophia
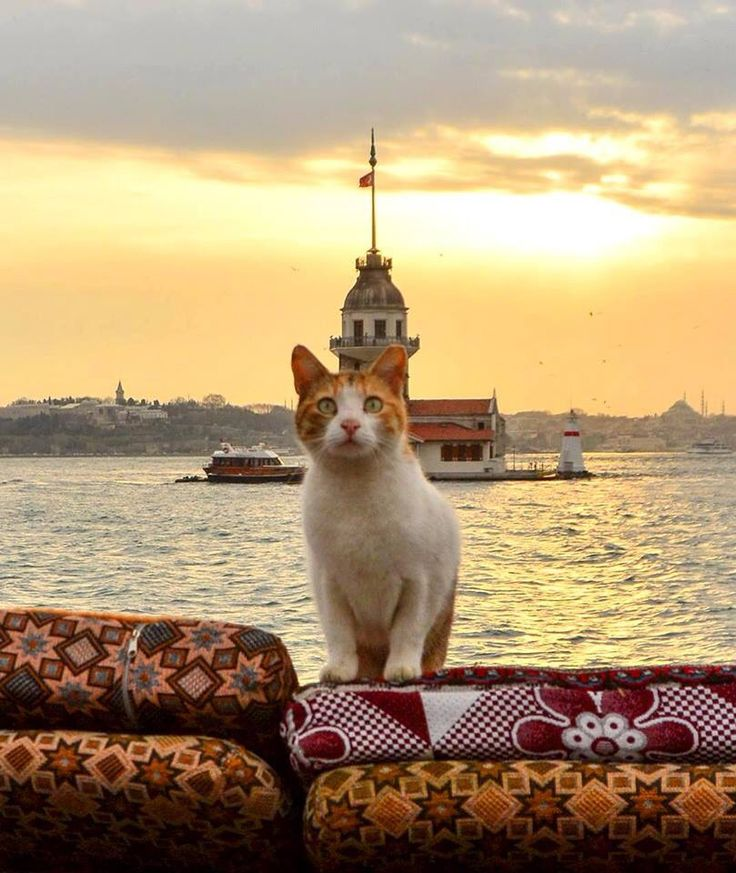
O pisică cu Turnul Fecioarei în fundal
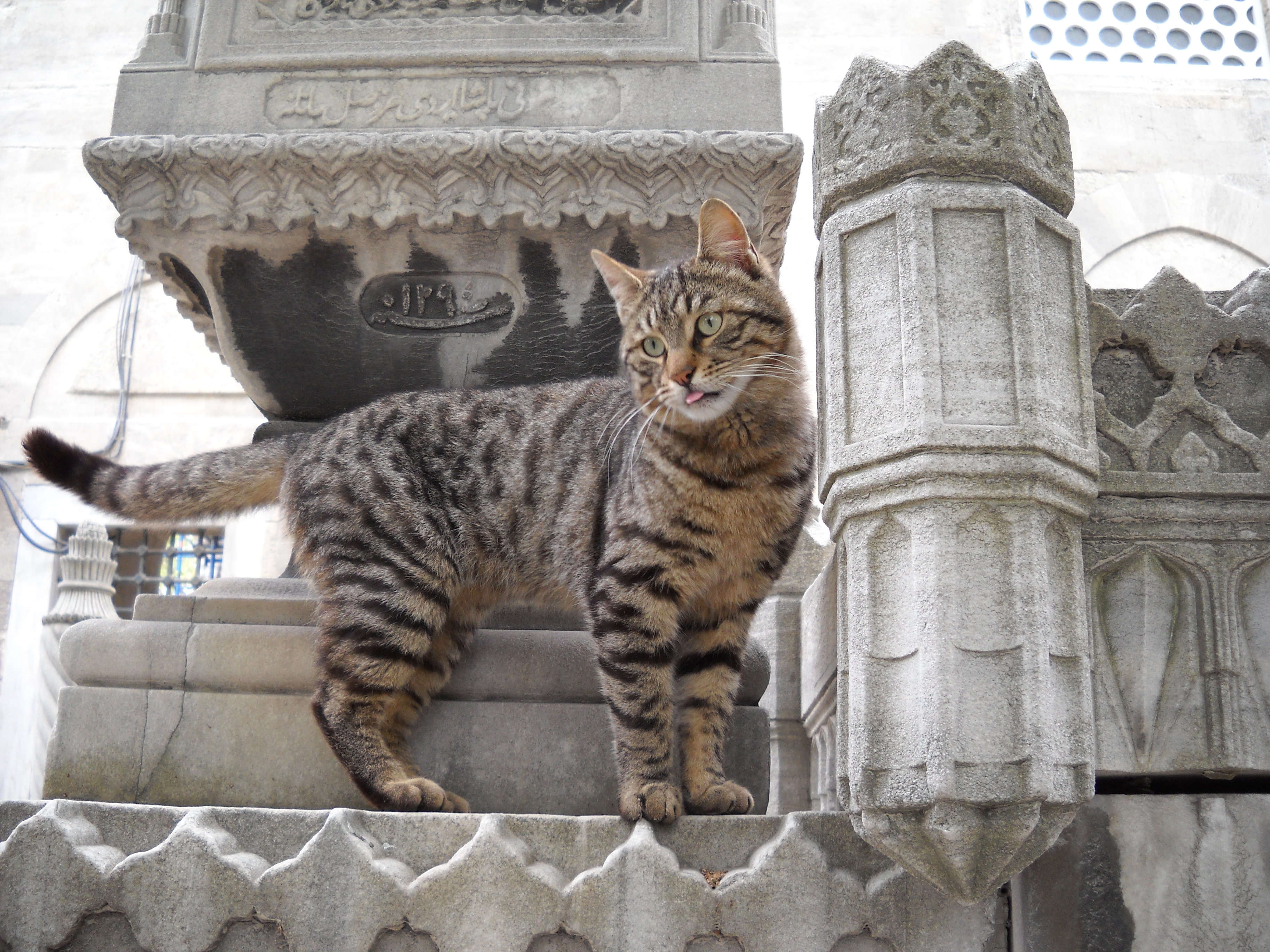
O pisică în cimitirul de lângă Moscheea Suleymaniye
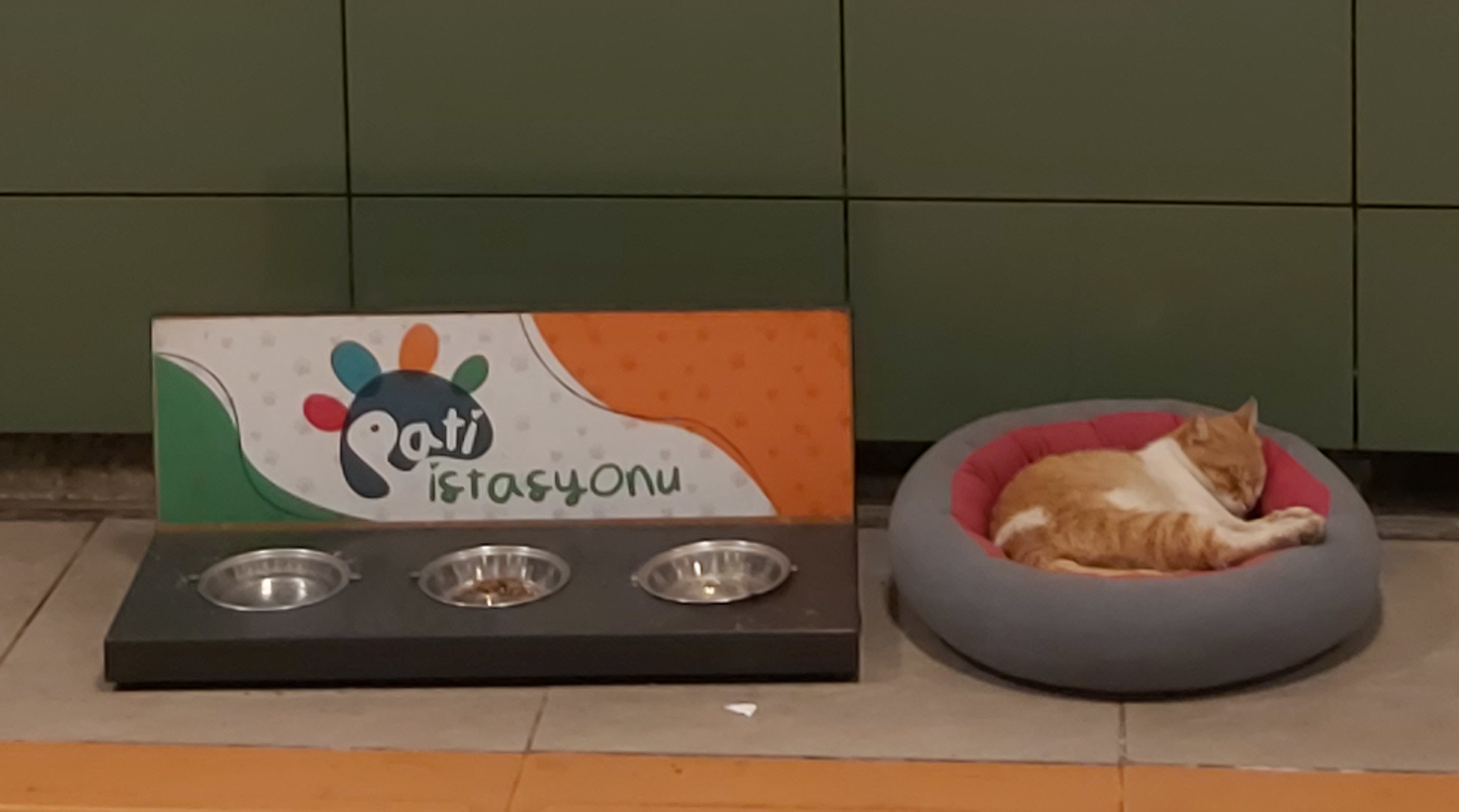
O pisică odihnindu-se la stația de metrou Soğanlık⁠(d).
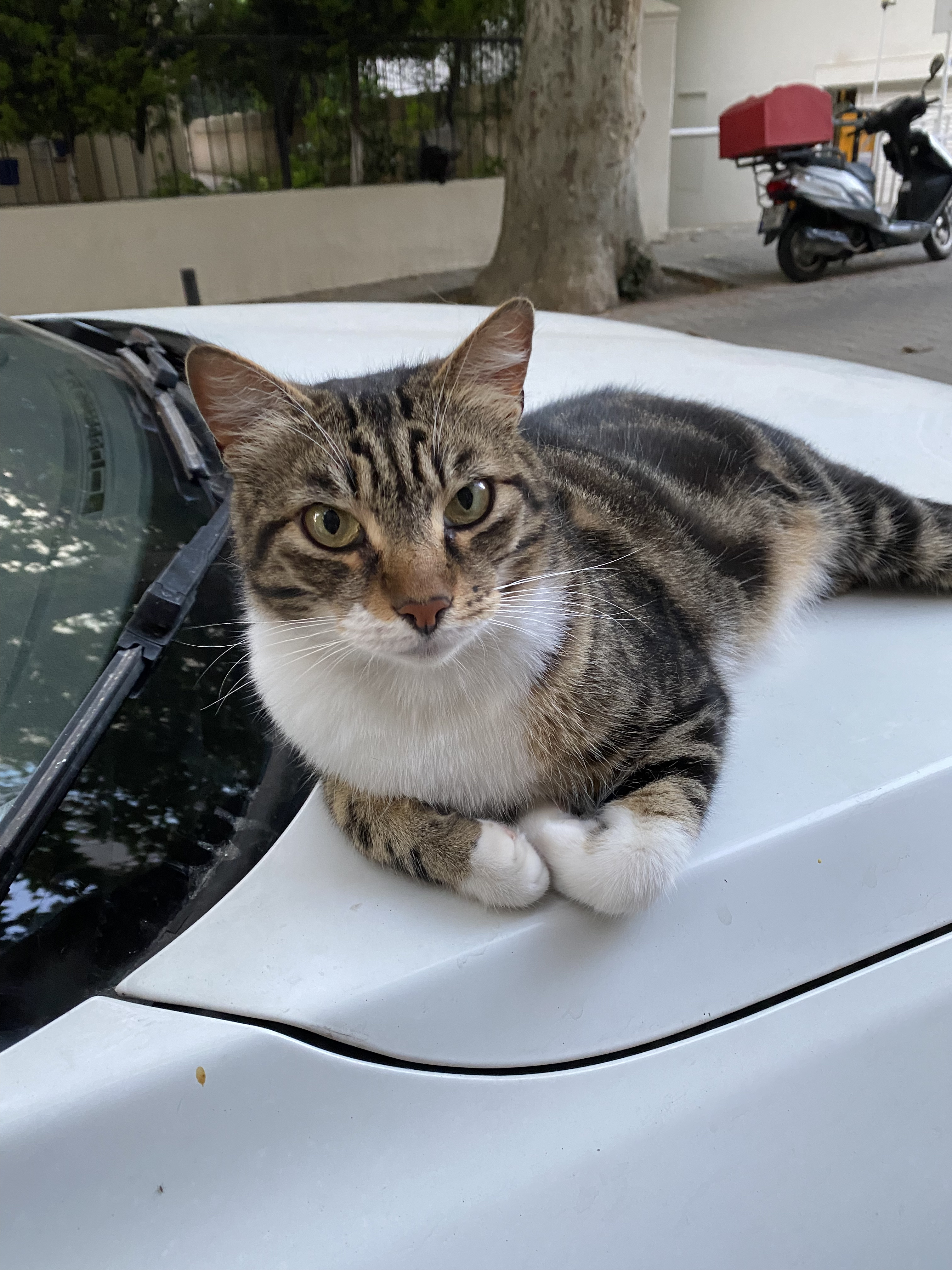
O pisică în Kadıköy⁠(d)
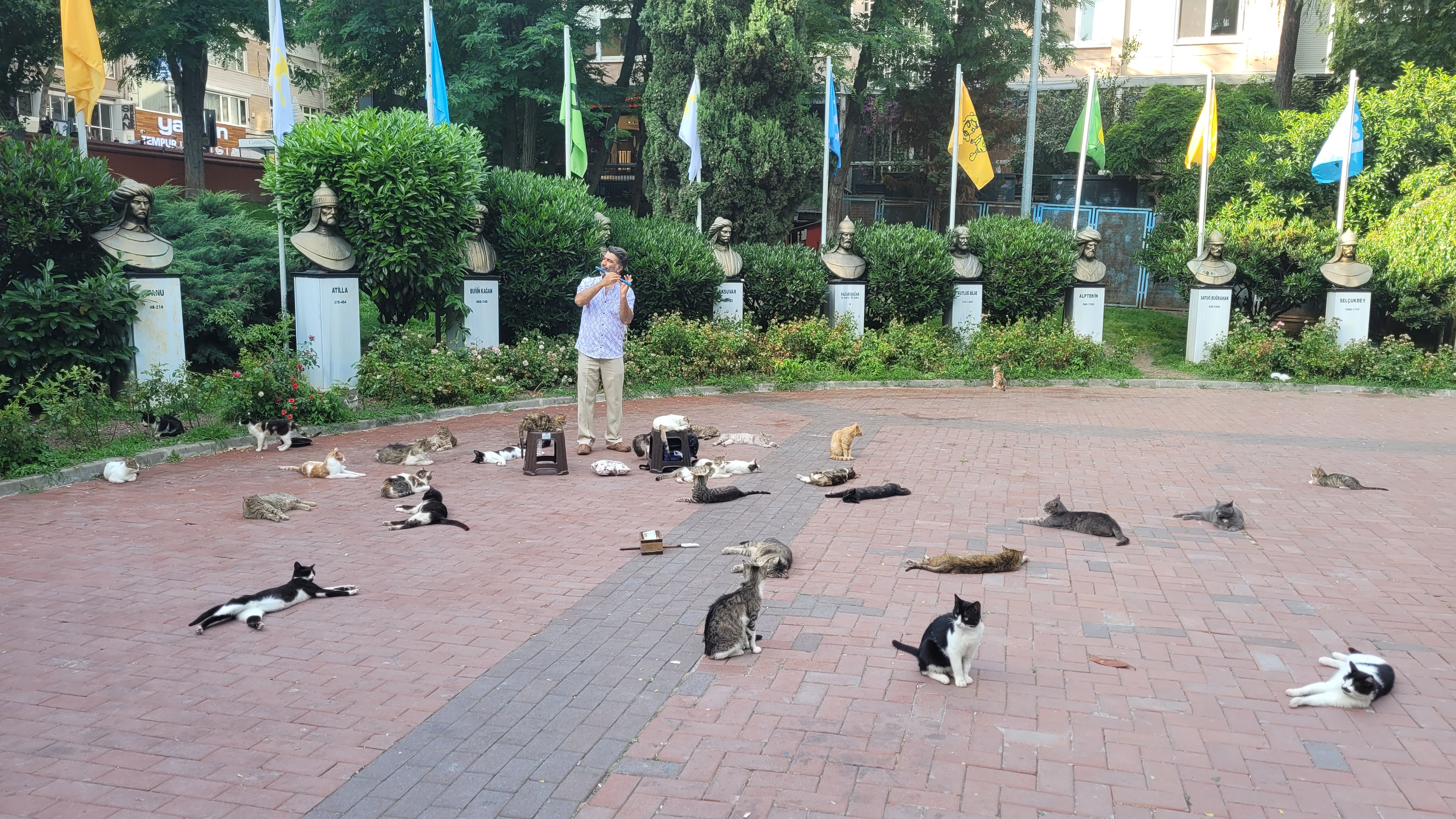
Pisici în Parcul Maçka⁠(d)